# Solkan
Solkan este o localitate din comuna Nova Gorica, Slovenia, cu o populație de 3.272 de locuitori.